# 木村憲司 (実業家)
木村 憲司（きむら けんじ、1947年6月21日 - ）は、日本の実業家。パラマウントベッド株式会社元代表取締役会長・社長、公益財団法人木村看護教育振興財団代表理事。

## 人物・経歴
1947年6月21日生まれ。パラマウントベッド創業者、木村隆輔の長男として生まれる。
立教大学卒業。
大学卒業後、トーメン入社。
1977年4月、木村寝台工業（現・パラマウントベッド株式会社）入社。1977年8月、同社取締役、1979年8月、同社常務取締役を歴任。1987年9月、パラマウントベッド株式会社専務取締役、1991年4月、同社代表取締役社長、2009年4月、同社代表取締役会長就任。
2011年10月、パラマウントベッドホールディングス株式会社代表取締役会長就任。
2020年4月、パラマウントベッド株式会社取締役相談役。公益財団法人木村看護教育振興財団代表理事を務める。